# Elezioni comunali in Piemonte del 1995
Il 23 aprile 1995 (con ballottaggio il 7 maggio) e il 19 novembre (con ballottaggio il 3 dicembre) in Piemonte si tennero le elezioni per il rinnovo di numerosi consigli comunali. 

## Riepilogo Sindaci Eletti
| Provincia            | Comune            | Sindaco uscente | Sindaco uscente           | Sindaco eletto | Sindaco eletto             | Primo turno | Primo turno            | Secondo turno | Secondo turno | Seggi   |      |       |         |
| -------------------- | ----------------- | --------------- | ------------------------- | -------------- | -------------------------- | ----------- | ---------------------- | ------------- | ------------- | ------- | ---- | ----- | ------- |
| Provincia            | Comune            | Torino          | Alpignano                 |                | Giuseppe Accalai (PDS)     |             | Giuseppe Accalai (PDS) | 4 914         | 43,14         | Seggi   | 6487 | 61,70 | 12 / 20 |
| Beinasco             |                   | Torino          | Giuseppe Massimino (PDS)  |                | Giuseppe Massimino (PDS)   | 5 824       | 48,15                  | 7 507         | 72,37         | 12 / 20 |      |       |         |
| Carmagnola           |                   | Torino          | Felice Giraudo (PPI)      |                | Angelo Elia (PDS)          | 5 856       | 36,07                  | 8 196         | 52,08         | 12 / 20 |      |       |         |
| Chieri               |                   | Torino          | Giuseppe Berruto (PPI)    |                | Aldo Vergnano (PDS)        | 6 556       | 31,93                  | 11 258        | 59,27         | 16 / 30 |      |       |         |
| Collegno             |                   | Torino          | Franco Miglietti (PDS)    |                | Umberto D'Ottavio (PDS)    | 17 459      | 57,15                  | _             | _             | 18 / 30 |      |       |         |
| Nichelino            |                   | Torino          | Angelino Riggio (PDS)     |                | Pier Bartolo Piovano (PDS) | 17 444      | 61,13                  | _             | _             | 19 / 30 |      |       |         |
| Piossasco            |                   | Torino          | Salvatore Cammarata (PDS) |                | Piero Marocco (Ind.)       | 4 267       | 41,31                  | 6 482         | 69,49         | 12 / 20 |      |       |         |
| Rivoli               |                   | Torino          | Antonio Saitta (PPI)      |                | Antonino Boeti (PDS)       | 20 624      | 58,60                  | _             | _             | 18 / 30 |      |       |         |
| San Mauro Torinese   |                   | Torino          | Fulvio Gaffodio (CP)      |                | Angelo Santoro (PDS)       | 3 975       | 32,70                  | 6 507         | 58,31         | 12 / 20 |      |       |         |
| Settimo Torinese     |                   | Torino          | Giovanni Ossola (SI)      |                | Giovanni Ossola (SI)       | 18 286      | 57,95                  | _             | _             | 18 / 30 |      |       |         |
| Venaria Reale        |                   | Torino          | Lino Alessi (PPI)         |                | Antonino Boeti (PDS)       | 6 131       | 29,17                  | 11 581        | 65,98         | 18 / 30 |      |       |         |
| Cuneo                | Cuneo             |                 | Giuseppe Menardi (PPI)    |                | Elio Rostagno (Ind.)       | 14 407      | 39,75                  | 22 265        | 67,31         | 24 / 40 |      |       |         |
| Cuneo                | Alba              |                 | Enzo Demaria (PPI)        |                | Enzo Demaria (PPI)         | 10 223      | 51,15                  | _             | _             | 12 / 20 |      |       |         |
| Cuneo                | Bra               |                 | Francesco Guida (Ind.)    |                | Francesco Guida (Ind.)     | 6 446       | 36,49                  | 8 599         | 52,87         | 12 / 20 |      |       |         |
| Cuneo                | Fossano           |                 | Angelo Mana (PPI)         |                | Giuseppe Manfredi (PDS)    | 6 670       | 42,31                  | 9 152         | 60,37         | 11 / 20 |      |       |         |
| Cuneo                | Saluzzo           |                 | Roberto Reali (PRI)       |                | Giovanni Greco (CDU)       | 4 229       | 42,20                  | 5 171         | 56,21         | 12 / 20 |      |       |         |
| Cuneo                | Savigliano        |                 | Alfredo Dominici (PRI)    |                | Sergio Soave (PDS)         | 6 560       | 49,12                  | 8 265         | 69,30         | 12 / 20 |      |       |         |
| Alessandria          | Casale Monferrato |                 | Riccardo Coppo (PPI)      |                | Riccardo Coppo (PPI)       | 9 499       | 37,60                  | 11 999        | 51,36         | 18 / 30 |      |       |         |
| Alessandria          | Novi Ligure       |                 | Mario Angeli (SI)         |                | Mario Lovelli (PDS)        | 11 627      | 57,94                  | _             | _             | 18 / 30 |      |       |         |
| Alessandria          | Tortona           |                 | Fabrizio Palenzona (PPI)  |                | Marco Balossino (PDS)      | 9 003       | 48,53                  | 10 306        | 61,02         | 12 / 20 |      |       |         |
| Biella               | Biella            |                 | Gianluca Susta (PPI)      |                | Gianluca Susta (PPI)       | 12 090      | 37,68                  | 16 406        | 53,94         | 24 / 40 |      |       |         |
| Biella               | Cossato           |                 | Sergio Scaramal (PDS)     |                | Sergio Scaramal (PDS)      | 5 069       | 47,07                  | 6 024         | 58,47         | 12 / 20 |      |       |         |
| Vercelli             | Vercelli          |                 | Mietta Baracchi (Ind.)    |                | Gabriele Bagnasco (FdV)    | 9 112       | 27,43                  | 17 775        | 56,71         | 24 / 40 |      |       |         |
| Verbano-Cusio-Ossola | Verbania          |                 | Aldo Reschigna (PDS)      |                | Aldo Reschigna (PDS)       | 8 583       | 41,90                  | 11 485        | 61,05         | 24 / 40 |      |       |         |

## Voti ai candidati sindaco delle liste/coalizioni al primo turno.
| Liste/Coalizioni | Liste/Coalizioni | Voti    | %      |
| ---------------- | ---------------- | ------- | ------ |
|                  | Centro-destra    | 175 695 | 35,12% |
|                  | Centro-sinistra  | 144 183 | 28,82% |
|                  | Sinistra         | 108 839 | 21,75% |
|                  | Centro           | 40 047  | 8,00%  |
|                  | Lega Nord        | 25 273  | 5,05%  |
|                  | Altri            | 6 275   | 1,25%  |
| Totale           | Totale           | 500 312 | 100%   |

## Elezioni dell'aprile 1995

### Torino

#### Alpignano
| Candidati                                   | Candidati                   | II turno             | II turno           | I turno | I turno | Liste                                | Voti   | %     | Seggi |
| Candidati                                   | Candidati                   | Voti                 | %                  | Voti    | %       | Liste                                | Voti   | %     | Seggi |
| ------------------------------------------- | --------------------------- | -------------------- | ------------------ | ------- | ------- | ------------------------------------ | ------ | ----- | ----- |
|                                             | Giuseppe Accalai ✔️ Sindaco | 6 487                | 61,70              | 4 914   | 43,14   | Partito Democratico della Sinistra   | 2 585  | 24,57 | 7     |
| Federazione dei Verdi - Socialisti Italiani | Giuseppe Accalai ✔️ Sindaco | 6 487                | 61,70              | 4 914   | 43,14   | 1 090                                | 10,36  | 3     |       |
| Patto dei Democratici                       | Giuseppe Accalai ✔️ Sindaco | 6 487                | 61,70              | 4 914   | 43,14   | 742                                  | 7,05   | 2     |       |
|                                             | Giuliano Granero            | 4 026                | 38,30              | 3 544   | 31,12   | Forza Italia - CCD - UdC             | 1 707  | 16,22 | 3     |
| Alleanza Nazionale                          | Giuliano Granero            | 4 026                | 38,30              | 3 544   | 31,12   | 999                                  | 9,50   | 1     |       |
| Idea Alpignano                              | Giuliano Granero            | 4 026                | 38,30              | 3 544   | 31,12   | 469                                  | 4,46   | –     |       |
| Seggio di coalizione                        | Seggio di coalizione        | Seggio di coalizione | 38,30              | 3 544   | 31,12   | 1                                    |        |       |       |
|                                             | Ettore Garavagno            | Ettore Garavagno     | Ettore Garavagno   | 1 353   | 11,88   | Partito Popolare Italiano            | 892    | 8,48  | 1     |
| Lega Nord                                   | Ettore Garavagno            | Ettore Garavagno     | Ettore Garavagno   | 1 353   | 11,88   | 767                                  | 7,29   | –     |       |
| Seggio di coalizione                        | Seggio di coalizione        | Seggio di coalizione | Ettore Garavagno   | 1 353   | 11,88   | 1                                    |        |       |       |
|                                             | Pasqualino Martino          | Pasqualino Martino   | Pasqualino Martino | 995     | 8,74    | Partito della Rifondazione Comunista | 770    | 7,32  | –     |
| Seggio di coalizione                        | Seggio di coalizione        | Seggio di coalizione | Pasqualino Martino | 995     | 8,74    | 1                                    |        |       |       |
|                                             | Leonardo Tucci              | Leonardo Tucci       | Leonardo Tucci     | 584     | 5,13    | Uniti per Alpignano (A)              | 500    | 4,75  | –     |
| Totale                                      | Totale                      | 10 513               | 100                | 11 390  | 100     |                                      | 10 521 | 100   | 20    |
|                                             |                             |                      |                    |         |         |                                      |        |       |       |
| Fonte: Ministero dell'interno               |                             |                      |                    |         |         |                                      |        |       |       |

#### Beinasco
| Candidati                     | Candidati                     | II turno             | II turno        | I turno | I turno | Liste                                | Voti   | %     | Seggi |
| Candidati                     | Candidati                     | Voti                 | %               | Voti    | %       | Liste                                | Voti   | %     | Seggi |
| ----------------------------- | ----------------------------- | -------------------- | --------------- | ------- | ------- | ------------------------------------ | ------ | ----- | ----- |
|                               | Giuseppe Massimino ✔️ Sindaco | 7 507                | 72,37           | 5 824   | 48,15   | Partito Democratico della Sinistra   | 3 126  | 28,49 | 8     |
| Patto dei Democratici         | Giuseppe Massimino ✔️ Sindaco | 7 507                | 72,37           | 5 824   | 48,15   | 674                                  | 6,14   | 1     |       |
| Progresso Democratico         | Giuseppe Massimino ✔️ Sindaco | 7 507                | 72,37           | 5 824   | 48,15   | 666                                  | 6,07   | 1     |       |
| Sinistra                      | Giuseppe Massimino ✔️ Sindaco | 7 507                | 72,37           | 5 824   | 48,15   | 430                                  | 3,92   | 1     |       |
| Federazione dei Verdi         | Giuseppe Massimino ✔️ Sindaco | 7 507                | 72,37           | 5 824   | 48,15   | 387                                  | 3,53   | –     |       |
|                               | Domenica La Fauci             | 2 866                | 27,63           | 2 484   | 20,54   | Forza Italia - Polo Popolare - CCD   | 1 299  | 11,84 | 2     |
| Alleanza Nazionale            | Domenica La Fauci             | 2 866                | 27,63           | 2 484   | 20,54   | 945                                  | 8,61   | 1     |       |
| Seggio di coalizione          | Seggio di coalizione          | Seggio di coalizione | 27,63           | 2 484   | 20,54   | 1                                    |        |       |       |
|                               | Ernesto Ronco                 | Ernesto Ronco        | Ernesto Ronco   | 1 989   | 16,44   | Beinasco Insieme                     | 912    | 8,31  | 1     |
| Beinasco Sì (A)               | Ernesto Ronco                 | Ernesto Ronco        | Ernesto Ronco   | 1 989   | 16,44   | 590                                  | 5,38   | 1     |       |
| Alleanza Verde                | Ernesto Ronco                 | Ernesto Ronco        | Ernesto Ronco   | 1 989   | 16,44   | 182                                  | 1,66   | –     |       |
| Seggio di coalizione          | Seggio di coalizione          | Seggio di coalizione | Ernesto Ronco   | 1 989   | 16,44   | 1                                    |        |       |       |
|                               | Sebastiano Mana               | Sebastiano Mana      | Sebastiano Mana | 1 144   | 9,46    | Partito della Rifondazione Comunista | 1 120  | 10,21 | 1     |
| Seggio di coalizione          | Seggio di coalizione          | Seggio di coalizione | Sebastiano Mana | 1 144   | 9,46    | 1                                    |        |       |       |
|                               | Fabio Tomasi                  | Fabio Tomasi         | Fabio Tomasi    | 518     | 4,28    | Lega Nord                            | 493    | 4,49  | –     |
|                               | Anita Fico                    | Anita Fico           | Anita Fico      | 136     | 1,12    | Piemonte Nazione d'Europa            | 148    | 1,35  | –     |
| Totale                        | Totale                        | 10 373               | 100             | 12 095  | 100     |                                      | 10 972 | 100   | 20    |
|                               |                               |                      |                 |         |         |                                      |        |       |       |
| Fonte: Ministero dell'interno |                               |                      |                 |         |         |                                      |        |       |       |

#### Carmagnola
| Candidati                            | Candidati              | II turno             | II turno          | I turno | I turno | Liste                              | Voti   | %     | Seggi |
| Candidati                            | Candidati              | Voti                 | %                 | Voti    | %       | Liste                              | Voti   | %     | Seggi |
| ------------------------------------ | ---------------------- | -------------------- | ----------------- | ------- | ------- | ---------------------------------- | ------ | ----- | ----- |
|                                      | Angelo Elia ✔️ Sindaco | 8 196                | 52,08             | 5 856   | 36,07   | Partito Democratico della Sinistra | 2 401  | 17,55 | 7     |
| Cristiano Sociali                    | Angelo Elia ✔️ Sindaco | 8 196                | 52,08             | 5 856   | 36,07   | 812                                | 5,93   | 2     |       |
| Federazione dei Verdi                | Angelo Elia ✔️ Sindaco | 8 196                | 52,08             | 5 856   | 36,07   | 631                                | 4,61   | 2     |       |
| Partito della Rifondazione Comunista | Angelo Elia ✔️ Sindaco | 8 196                | 52,08             | 5 856   | 36,07   | 599                                | 4,38   | 1     |       |
|                                      | Felice Giraudo         | 7 541                | 47,92             | 5 523   | 34,02   | Partito Popolare Italiano          | 2 725  | 19,92 | 2     |
| Noi per Carmagnola                   | Felice Giraudo         | 7 541                | 47,92             | 5 523   | 34,02   | 914                                | 6,68   | 1     |       |
| I Delfini                            | Felice Giraudo         | 7 541                | 47,92             | 5 523   | 34,02   | 653                                | 4,77   | –     |       |
| Insieme                              | Felice Giraudo         | 7 541                | 47,92             | 5 523   | 34,02   | 330                                | 2,41   | –     |       |
| Seggio di coalizione                 | Seggio di coalizione   | Seggio di coalizione | 47,92             | 5 523   | 34,02   | 1                                  |        |       |       |
|                                      | Fabio Caratto          | Fabio Caratto        | Fabio Caratto     | 3 996   | 24,62   | Forza Italia - Polo Popolare       | 2 059  | 15,05 | 2     |
| Centro Cristiano Democratico         | Fabio Caratto          | Fabio Caratto        | Fabio Caratto     | 3 996   | 24,62   | 743                                | 5,43   | 1     |       |
| Alleanza Nazionale                   | Fabio Caratto          | Fabio Caratto        | Fabio Caratto     | 3 996   | 24,62   | 668                                | 4,88   | –     |       |
| Federalisti                          | Fabio Caratto          | Fabio Caratto        | Fabio Caratto     | 3 996   | 24,62   | 279                                | 2,04   | –     |       |
| Seggio di coalizione                 | Seggio di coalizione   | Seggio di coalizione | Fabio Caratto     | 3 996   | 24,62   | 1                                  |        |       |       |
|                                      | Francesco Cravero      | Francesco Cravero    | Francesco Cravero | 858     | 5,29    | Lega Nord                          | 869    | 6,35  | –     |
| Totale                               | Totale                 | 15 737               | 100               | 16 233  | 100     |                                    | 13 683 | 100   | 20    |
|                                      |                        |                      |                   |         |         |                                    |        |       |       |
| Fonte: Ministero dell'interno        |                        |                      |                   |         |         |                                    |        |       |       |

#### Chieri
| Candidati                     | Candidati                | II turno             | II turno           | I turno | I turno | Liste                                | Voti   | %     | Seggi |
| Candidati                     | Candidati                | Voti                 | %                  | Voti    | %       | Liste                                | Voti   | %     | Seggi |
| ----------------------------- | ------------------------ | -------------------- | ------------------ | ------- | ------- | ------------------------------------ | ------ | ----- | ----- |
|                               | Aldo Vergnano ✔️ Sindaco | 11 258               | 59,27              | 6 556   | 31,93   | Partito Democratico della Sinistra   | 3 229  | 17,51 | 10    |
| Popolari - Insieme per Chieri | Aldo Vergnano ✔️ Sindaco | 11 258               | 59,27              | 6 556   | 31,93   | 1 332                                | 7,22   | 4     |       |
| Federazione dei Verdi         | Aldo Vergnano ✔️ Sindaco | 11 258               | 59,27              | 6 556   | 31,93   | 839                                  | 4,55   | 2     |       |
|                               | Luigi Sodano             | 7 737                | 40,73              | 6 575   | 32,03   | Forza Italia                         | 3 188  | 17,29 | 3     |
| Alleanza Nazionale            | Luigi Sodano             | 7 737                | 40,73              | 6 575   | 32,03   | 1 683                                | 9,13   | 2     |       |
| Centro Cristiano Democratico  | Luigi Sodano             | 7 737                | 40,73              | 6 575   | 32,03   | 615                                  | 3,34   | –     |       |
| Impegno Chierese              | Luigi Sodano             | 7 737                | 40,73              | 6 575   | 32,03   | 387                                  | 2,10   | –     |       |
| Seggio di coalizione          | Seggio di coalizione     | Seggio di coalizione | 40,73              | 6 575   | 32,03   | 1                                    |        |       |       |
|                               | Antonio Guarini          | Antonio Guarini      | Antonio Guarini    | 2 093   | 10,19   | Partito Popolare Italiano (A)        | 2 039  | 11,06 | 1     |
| Seggio di coalizione          | Seggio di coalizione     | Seggio di coalizione | Antonio Guarini    | 2 093   | 10,19   | 1                                    |        |       |       |
|                               | Giovanni Bagna           | Giovanni Bagna       | Giovanni Bagna     | 1 989   | 9,69    | Viva Chieri Viva (B)                 | 1 846  | 10,01 | 1     |
| Seggio di coalizione          | Seggio di coalizione     | Seggio di coalizione | Giovanni Bagna     | 1 989   | 9,69    | 1                                    |        |       |       |
|                               | Ignazio Andriani         | Ignazio Andriani     | Ignazio Andriani   | 1 034   | 5,04    | Partito della Rifondazione Comunista | 1 009  | 5,47  | –     |
| Seggio di coalizione          | Seggio di coalizione     | Seggio di coalizione | Ignazio Andriani   | 1 034   | 5,04    | 1                                    |        |       |       |
|                               | Giuseppe Callegari       | Giuseppe Callegari   | Giuseppe Callegari | 928     | 4,52    | Lega Nord                            | 930    | 5,04  | –     |
| Seggio di coalizione          | Seggio di coalizione     | Seggio di coalizione | Giuseppe Callegari | 928     | 4,52    | 1                                    |        |       |       |
|                               | Germano Patrito          | Germano Patrito      | Germano Patrito    | 628     | 3,06    | Patto dei Democratici (C)            | 648    | 3,51  | 1     |
| Seggio di coalizione          | Seggio di coalizione     | Seggio di coalizione | Germano Patrito    | 628     | 3,06    | 1                                    |        |       |       |
|                               | Franco Berruto           | Franco Berruto       | Franco Berruto     | 370     | 1,80    | Partito Pensionati                   | 341    | 1,85  | –     |
|                               | Mario Ronchetti          | Mario Ronchetti      | Mario Ronchetti    | 357     | 1,74    | Unione di Centro                     | 350    | 1,90  | –     |
| Totale                        | Totale                   | 18 995               | 100                | 20 530  | 100     |                                      | 18 436 | 100   | 30    |
|                               |                          |                      |                    |         |         |                                      |        |       |       |
| Fonte: Ministero dell'interno |                          |                      |                    |         |         |                                      |        |       |       |

#### Collegno
|                                      | Umberto D'Ottavio ✔️ Sindaco | 17 459               | 57,15 | Partito Democratico della Sinistra | 8 450  | 29,41 | 11 |  |  |
| Partito della Rifondazione Comunista | Umberto D'Ottavio ✔️ Sindaco | 17 459               | 57,15 | 4 156                              | 14,47  | 5     |    |  |  |
| Federazione dei Verdi                | Umberto D'Ottavio ✔️ Sindaco | 17 459               | 57,15 | 1 518                              | 5,28   | 1     |    |  |  |
| Democratici per Collegno             | Umberto D'Ottavio ✔️ Sindaco | 17 459               | 57,15 | 1 359                              | 4,73   | 1     |    |  |  |
| Federazione Laburista                | Umberto D'Ottavio ✔️ Sindaco | 17 459               | 57,15 | 527                                | 1,83   | –     |    |  |  |
| Cristiano Sociali                    | Umberto D'Ottavio ✔️ Sindaco | 17 459               | 57,15 | 306                                | 1,07   | –     |    |  |  |
|                                      | Monica Dellavalle            | 9 477                | 31,02 | Forza Italia - Polo Popolare       | 5 649  | 19,66 | 6  |  |  |
| Alleanza Nazionale                   | Monica Dellavalle            | 9 477                | 31,02 | 2 562                              | 8,92   | 2     |    |  |  |
| Centro Cristiano Democratico         | Monica Dellavalle            | 9 477                | 31,02 | 723                                | 2,52   | –     |    |  |  |
| Seggio di coalizione                 | Seggio di coalizione         | Seggio di coalizione | 31,02 | 1                                  |        |       |    |  |  |
|                                      | Claudio Broglio              | 2 169                | 7,10  | Lega Nord                          | 2 128  | 7,41  | 1  |  |  |
| Seggio di coalizione                 | Seggio di coalizione         | Seggio di coalizione | 7,10  | 1                                  |        |       |    |  |  |
|                                      | Luigi Santini                | 1 447                | 4,74  | Popolari                           | 1 351  | 4,70  | –  |  |  |
| Seggio di coalizione                 | Seggio di coalizione         | Seggio di coalizione | 4,74  | 1                                  |        |       |    |  |  |
| Totale                               | Totale                       | 30 552               | 100   |                                    | 28 729 | 100   | 30 |  |  |
|                                      |                              |                      |       |                                    |        |       |    |  |  |
| Fonte: Ministero dell'interno        |                              |                      |       |                                    |        |       |    |  |  |

#### Nichelino
|                               | Pier Bartolo Piovano ✔️ Sindaco | 17 444               | 61,13 | Partito Democratico della Sinistra   | 7 389  | 27,79 | 9  |  |  |
| Patto dei Democratici         | Pier Bartolo Piovano ✔️ Sindaco | 17 444               | 61,13 | 4 104                                | 15,44  | 5     |    |  |  |
| Popolari per Nichelino        | Pier Bartolo Piovano ✔️ Sindaco | 17 444               | 61,13 | 2 002                                | 7,53   | 2     |    |  |  |
| Federazione Laburista         | Pier Bartolo Piovano ✔️ Sindaco | 17 444               | 61,13 | 1 747                                | 6,57   | 2     |    |  |  |
| Federazione dei Verdi         | Pier Bartolo Piovano ✔️ Sindaco | 17 444               | 61,13 | 820                                  | 3,08   | 1     |    |  |  |
|                               | Michelino Garino                | 6 192                | 21,70 | Forza Italia - Polo Popolare         | 3 733  | 14,04 | 3  |  |  |
| Alleanza Nazionale            | Michelino Garino                | 6 192                | 21,70 | 1 996                                | 7,51   | 2     |    |  |  |
| Seggio di coalizione          | Seggio di coalizione            | Seggio di coalizione | 21,70 | 1                                    |        |       |    |  |  |
|                               | Giovanni Pozzato                | 3 716                | 13,02 | Partito della Rifondazione Comunista | 3 603  | 13,55 | 3  |  |  |
| Seggio di coalizione          | Seggio di coalizione            | Seggio di coalizione | 13,02 | 1                                    |        |       |    |  |  |
|                               | Domenico Stella                 | 942                  | 3,30  | Lega Nord                            | 951    | 3,58  | –  |  |  |
| Seggio di coalizione          | Seggio di coalizione            | Seggio di coalizione | 3,30  | 1                                    |        |       |    |  |  |
|                               | Roberto Beltrame                | 243                  | 0,85  | Centro Cristiano Democratico         | 239    | 0,90  | –  |  |  |
| Totale                        | Totale                          | 28 537               | 100   |                                      | 26 584 | 100   | 30 |  |  |
|                               |                                 |                      |       |                                      |        |       |    |  |  |
| Fonte: Ministero dell'interno |                                 |                      |       |                                      |        |       |    |  |  |

#### Piossasco
| Candidati                     | Candidati                | II turno             | II turno            | I turno | I turno | Liste                                | Voti  | %     | Seggi |
| Candidati                     | Candidati                | Voti                 | %                   | Voti    | %       | Liste                                | Voti  | %     | Seggi |
| ----------------------------- | ------------------------ | -------------------- | ------------------- | ------- | ------- | ------------------------------------ | ----- | ----- | ----- |
|                               | Piero Marocco ✔️ Sindaco | 6 482                | 69,43               | 4 267   | 41,31   | Movimento per la Democrazia          | 1 117 | 12,51 | 4     |
| Sinistra Indipendente         | Piero Marocco ✔️ Sindaco | 6 482                | 69,43               | 4 267   | 41,31   | 799                                  | 8,95  | 3     |       |
| Popolari                      | Piero Marocco ✔️ Sindaco | 6 482                | 69,43               | 4 267   | 41,31   | 754                                  | 8,45  | 3     |       |
| Federazione dei Verdi         | Piero Marocco ✔️ Sindaco | 6 482                | 69,43               | 4 267   | 41,31   | 433                                  | 4,85  | 1     |       |
| Patto dei Democratici         | Piero Marocco ✔️ Sindaco | 6 482                | 69,43               | 4 267   | 41,31   | 347                                  | 3,89  | 1     |       |
|                               | Comincio Napolitano      | 2 854                | 30,57               | 2 216   | 21,45   | Forza Italia - Polo Popolare         | 1 289 | 14,44 | 2     |
| Alleanza Nazionale            | Comincio Napolitano      | 2 854                | 30,57               | 2 216   | 21,45   | 636                                  | 7,13  | –     |       |
| Seggio di coalizione          | Seggio di coalizione     | Seggio di coalizione | 30,57               | 2 216   | 21,45   | 1                                    |       |       |       |
|                               | Salvatore Cammarata      | Salvatore Cammarata  | Salvatore Cammarata | 1 879   | 18,19   | Partito Democratico della Sinistra   | 1 431 | 16,03 | 2     |
| Progresso per Piossasco       | Salvatore Cammarata      | Salvatore Cammarata  | Salvatore Cammarata | 1 879   | 18,19   | 285                                  | 3,19  | –     |       |
| Partito Repubblicano Italiano | Salvatore Cammarata      | Salvatore Cammarata  | Salvatore Cammarata | 1 879   | 18,19   | 68                                   | 0,76  | –     |       |
| Seggio di coalizione          | Seggio di coalizione     | Seggio di coalizione | Salvatore Cammarata | 1 879   | 18,19   | 1                                    |       |       |       |
|                               | Gianfranco Izzillo       | Gianfranco Izzillo   | Gianfranco Izzillo  | 792     | 7,67    | Lega Nord                            | 447   | 5,01  | –     |
| Identità per Piossasco        | Gianfranco Izzillo       | Gianfranco Izzillo   | Gianfranco Izzillo  | 792     | 7,67    | 227                                  | 2,54  | –     |       |
| Seggio di coalizione          | Seggio di coalizione     | Seggio di coalizione | Gianfranco Izzillo  | 792     | 7,67    | 1                                    |       |       |       |
|                               | Fabrizio Barbera         | Fabrizio Barbera     | Fabrizio Barbera    | 717     | 6,94    | Partito della Rifondazione Comunista | 671   | 7,52  | –     |
| Seggio di coalizione          | Seggio di coalizione     | Seggio di coalizione | Fabrizio Barbera    | 717     | 6,94    | 1                                    |       |       |       |
|                               | Luciana Ferreri          | Luciana Ferreri      | Luciana Ferreri     | 459     | 4,44    | Alleati per Piossasco (A)            | 422   | 4,73  | –     |
| Totale                        | Totale                   | 9 336                | 100                 | 10 330  | 100     |                                      | 8 926 | 100   | 20    |
|                               |                          |                      |                     |         |         |                                      |       |       |       |
| Fonte: Ministero dell'interno |                          |                      |                     |         |         |                                      |       |       |       |

#### Rivoli
|                                                              | Antonino Boeti ✔️ Sindaco | 20 624               | 58,60 | Partito Democratico della Sinistra | 10 834 | 33,38 | 11 |  |  |
| Partito della Rifondazione Comunista - Federazione Laburista | Antonino Boeti ✔️ Sindaco | 20 624               | 58,60 | 3 106                              | 9,57   | 3     |    |  |  |
| Popolari                                                     | Antonino Boeti ✔️ Sindaco | 20 624               | 58,60 | 2 600                              | 8,01   | 2     |    |  |  |
| Federazione dei Verdi                                        | Antonino Boeti ✔️ Sindaco | 20 624               | 58,60 | 1 214                              | 3,74   | 1     |    |  |  |
| Democratici per Rivoli                                       | Antonino Boeti ✔️ Sindaco | 20 624               | 58,60 | 1 199                              | 3,69   | 1     |    |  |  |
|                                                              | Domenico Tavolada         | 12 666               | 35,99 | Forza Italia                       | 6 475  | 19,95 | 6  |  |  |
| Alleanza Nazionale                                           | Domenico Tavolada         | 12 666               | 35,99 | 3 849                              | 11,86  | 3     |    |  |  |
| Cattolici Liberali (CCD - PPI)                               | Domenico Tavolada         | 12 666               | 35,99 | 1 292                              | 3,98   | 1     |    |  |  |
| Seggio di coalizione                                         | Seggio di coalizione      | Seggio di coalizione | 35,99 | 1                                  |        |       |    |  |  |
|                                                              | Ettore Mascellani         | 1 904                | 5,41  | Lega Nord                          | 1 884  | 5,81  | –  |  |  |
| Seggio di coalizione                                         | Seggio di coalizione      | Seggio di coalizione | 5,41  | 1                                  |        |       |    |  |  |
| Totale                                                       | Totale                    | 35 194               | 100   |                                    | 32 453 | 100   | 30 |  |  |
|                                                              |                           |                      |       |                                    |        |       |    |  |  |
| Fonte: Ministero dell'interno                                |                           |                      |       |                                    |        |       |    |  |  |

#### San Mauro Torinese
| Candidati                     | Candidati                 | II turno             | II turno         | I turno | I turno | Liste                                | Voti   | %     | Seggi |
| Candidati                     | Candidati                 | Voti                 | %                | Voti    | %       | Liste                                | Voti   | %     | Seggi |
| ----------------------------- | ------------------------- | -------------------- | ---------------- | ------- | ------- | ------------------------------------ | ------ | ----- | ----- |
|                               | Angelo Santoro ✔️ Sindaco | 6 507                | 58,31            | 3 975   | 32,70   | Partito Democratico della Sinistra   | 2 442  | 21,82 | 9     |
| Popolari                      | Angelo Santoro ✔️ Sindaco | 6 507                | 58,31            | 3 975   | 32,70   | 433                                  | 3,87   | 1     |       |
| Federazione dei Verdi         | Angelo Santoro ✔️ Sindaco | 6 507                | 58,31            | 3 975   | 32,70   | 419                                  | 3,74   | 1     |       |
| Per una Nuova San Mauro       | Angelo Santoro ✔️ Sindaco | 6 507                | 58,31            | 3 975   | 32,70   | 374                                  | 3,34   | 1     |       |
|                               | Antonio Cherio            | 4 653                | 41,69            | 4 121   | 33,90   | Forza Italia - Polo Popolare         | 1 975  | 17,64 | 2     |
| Alleanza Nazionale            | Antonio Cherio            | 4 653                | 41,69            | 4 121   | 33,90   | 910                                  | 8,13   | 1     |       |
| Centro Cristiano Democratico  | Antonio Cherio            | 4 653                | 41,69            | 4 121   | 33,90   | 529                                  | 4,73   | –     |       |
| Lista Pannella - Riformatori  | Antonio Cherio            | 4 653                | 41,69            | 4 121   | 33,90   | 345                                  | 3,08   | –     |       |
| Seggio di coalizione          | Seggio di coalizione      | Seggio di coalizione | 41,69            | 4 121   | 33,90   | 1                                    |        |       |       |
|                               | Giacomo Coggiola          | Giacomo Coggiola     | Giacomo Coggiola | 1 896   | 15,60   | San Mauro Domani                     | 1 700  | 15,19 | 1     |
| Seggio di coalizione          | Seggio di coalizione      | Seggio di coalizione | Giacomo Coggiola | 1 896   | 15,60   | 1                                    |        |       |       |
|                               | Nando Tonon               | Nando Tonon          | Nando Tonon      | 936     | 7,70    | Partito della Rifondazione Comunista | 884    | 7,90  | –     |
| Seggio di coalizione          | Seggio di coalizione      | Seggio di coalizione | Nando Tonon      | 936     | 7,70    | 1                                    |        |       |       |
|                               | Carlo Ellena              | Carlo Ellena         | Carlo Ellena     | 929     | 7,64    | Lega Nord                            | 906    | 8,09  | –     |
| Seggio di coalizione          | Seggio di coalizione      | Seggio di coalizione | Carlo Ellena     | 929     | 7,64    | 1                                    |        |       |       |
|                               | Paolo Rossi               | Paolo Rossi          | Paolo Rossi      | 298     | 2,45    | San Mauro Punto e a Capo             | 276    | 2,47  | –     |
| Totale                        | Totale                    | 11 160               | 100              | 12 155  | 100     |                                      | 11 193 | 100   | 20    |
|                               |                           |                      |                  |         |         |                                      |        |       |       |
| Fonte: Ministero dell'interno |                           |                      |                  |         |         |                                      |        |       |       |

#### Settimo Torinese
|                               | Giovanni Ossola ✔️ Sindaco | 18 286               | 57,95 | Partito Democratico della Sinistra   | 9 206  | 30,77 | 11 |  |  |
| Popolari - Patto Segni - PRI  | Giovanni Ossola ✔️ Sindaco | 18 286               | 57,95 | 2 941                                | 9,83   | 3     |    |  |  |
| Insieme per Settimo           | Giovanni Ossola ✔️ Sindaco | 18 286               | 57,95 | 1 835                                | 6,13   | 2     |    |  |  |
| Socialisti Italiani           | Giovanni Ossola ✔️ Sindaco | 18 286               | 57,95 | 1 627                                | 5,44   | 1     |    |  |  |
| Federazione dei Verdi         | Giovanni Ossola ✔️ Sindaco | 18 286               | 57,95 | 992                                  | 3,32   | 1     |    |  |  |
| Lista Pannella - Riformatori  | Giovanni Ossola ✔️ Sindaco | 18 286               | 57,95 | 462                                  | 1,54   | –     |    |  |  |
|                               | Domenico Blefari           | 8 218                | 26,04 | Forza Italia - Polo Popolare         | 5 258  | 17,57 | 5  |  |  |
| Alleanza Nazionale            | Domenico Blefari           | 8 218                | 26,04 | 2 203                                | 7,36   | 2     |    |  |  |
| CCD - Federalisti             | Domenico Blefari           | 8 218                | 26,04 | 466                                  | 1,56   | –     |    |  |  |
| Seggio di coalizione          | Seggio di coalizione       | Seggio di coalizione | 26,04 | 1                                    |        |       |    |  |  |
|                               | Angela Maria Rosolen       | 3 716                | 11,78 | Partito della Rifondazione Comunista | 3 618  | 12,09 | 2  |  |  |
| Seggio di coalizione          | Seggio di coalizione       | Seggio di coalizione | 11,78 | 1                                    |        |       |    |  |  |
|                               | Francesco Lazzaro          | 1 337                | 4,24  | Lega Nord                            | 1 314  | 4,39  | –  |  |  |
| Seggio di coalizione          | Seggio di coalizione       | Seggio di coalizione | 4,24  | 1                                    |        |       |    |  |  |
| Totale                        | Totale                     | 31 557               | 100   |                                      | 29 922 | 100   | 30 |  |  |
|                               |                            |                      |       |                                      |        |       |    |  |  |
| Fonte: Ministero dell'interno |                            |                      |       |                                      |        |       |    |  |  |

### Alessandria

#### Casale Monferrato
| Candidati                        | Candidati                 | II turno             | II turno           | I turno | I turno | Liste                                | Voti   | %     | Seggi |
| Candidati                        | Candidati                 | Voti                 | %                  | Voti    | %       | Liste                                | Voti   | %     | Seggi |
| -------------------------------- | ------------------------- | -------------------- | ------------------ | ------- | ------- | ------------------------------------ | ------ | ----- | ----- |
|                                  | Riccardo Coppo ✔️ Sindaco | 11 999               | 51,36              | 9 499   | 37,60   | Partito Democratico della Sinistra   | 3 739  | 16,25 | 9     |
| Popolari e Laici                 | Riccardo Coppo ✔️ Sindaco | 11 999               | 51,36              | 9 499   | 37,60   | 2 437                                | 10,59  | 5     |       |
| Città Insieme                    | Riccardo Coppo ✔️ Sindaco | 11 999               | 51,36              | 9 499   | 37,60   | 1 810                                | 7,87   | 4     |       |
|                                  | Riccardo Barberis         | 11 362               | 48,64              | 9 208   | 36,44   | Forza Italia                         | 5 165  | 22,44 | 5     |
| Alleanza Nazionale               | Riccardo Barberis         | 11 362               | 48,64              | 9 208   | 36,44   | 2 211                                | 9,61   | 2     |       |
| Volontà Civica del Supercomitato | Riccardo Barberis         | 11 362               | 48,64              | 9 208   | 36,44   | 1 278                                | 5,55   | 1     |       |
| Seggio di coalizione             | Seggio di coalizione      | Seggio di coalizione | 48,64              | 9 208   | 36,44   | 1                                    |        |       |       |
|                                  | Franco Guaschino          | Franco Guaschino     | Franco Guaschino   | 2 366   | 9,36    | Lega Nord                            | 1 516  | 6,59  | –     |
| Polo Moderato (A)                | Franco Guaschino          | Franco Guaschino     | Franco Guaschino   | 2 366   | 9,36    | 851                                  | 3,70   | –     |       |
| Seggio di coalizione             | Seggio di coalizione      | Seggio di coalizione | Franco Guaschino   | 2 366   | 9,36    | 1                                    |        |       |       |
|                                  | Renato Gagliardini        | Renato Gagliardini   | Renato Gagliardini | 2 056   | 8,14    | Partito della Rifondazione Comunista | 2 070  | 8,99  | –     |
| Seggio di coalizione             | Seggio di coalizione      | Seggio di coalizione | Renato Gagliardini | 2 056   | 8,14    | 1                                    |        |       |       |
|                                  | Mario Oddone              | Mario Oddone         | Mario Oddone       | 1 408   | 5,57    | Uniti per Casale                     | 729    | 3,17  | –     |
| Seggio di coalizione             | Seggio di coalizione      | Seggio di coalizione | Mario Oddone       | 1 408   | 5,57    | 1                                    |        |       |       |
|                                  | Paolo Arrobbio            | Paolo Arrobbio       | Paolo Arrobbio     | 729     | 2,89    | Patto dei Democratici                | 714    | 3,10  | –     |
| Totale                           | Totale                    | 23 361               | 100                | 25 266  | 100     |                                      | 23 013 | 100   | 30    |
|                                  |                           |                      |                    |         |         |                                      |        |       |       |
| Fonte: Ministero dell'interno    |                           |                      |                    |         |         |                                      |        |       |       |

#### Novi Ligure
|                                      | Mario Lovelli ✔️ Sindaco | 11 627               | 57,94 | Partito Democratico della Sinistra | 6 348  | 34,58 | 11 |  |  |
| Patto dei Democratici                | Mario Lovelli ✔️ Sindaco | 11 627               | 57,94 | 2 353                              | 12,82  | 4     |    |  |  |
| Partito della Rifondazione Comunista | Mario Lovelli ✔️ Sindaco | 11 627               | 57,94 | 1 756                              | 9,56   | 3     |    |  |  |
|                                      | Piero Vernetti           | 4 826                | 24,05 | Forza Italia - Federalisti         | 3 418  | 18,62 | 6  |  |  |
| Alleanza Nazionale                   | Piero Vernetti           | 4 826                | 24,05 | 1 139                              | 6,20   | 1     |    |  |  |
| Seggio di coalizione                 | Seggio di coalizione     | Seggio di coalizione | 24,05 | 1                                  |        |       |    |  |  |
|                                      | Vito Ziccardi            | 1 976                | 9,85  | Popolari - Lega Nord               | 1 844  | 10,04 | 2  |  |  |
| Seggio di coalizione                 | Seggio di coalizione     | Seggio di coalizione | 9,85  | 1                                  |        |       |    |  |  |
|                                      | Claudio Raffaghello      | 1 127                | 5,62  | Centro Cristiano Democratico       | 1 013  | 5,52  | –  |  |  |
| Seggio di coalizione                 | Seggio di coalizione     | Seggio di coalizione | 5,62  | 1                                  |        |       |    |  |  |
|                                      | Mario De Luigi           | 511                  | 2,55  | Insieme per Novi                   | 489    | 2,66  | –  |  |  |
| Totale                               | Totale                   | 20 067               | 100   |                                    | 18 360 | 100   | 30 |  |  |
|                                      |                          |                      |       |                                    |        |       |    |  |  |
| Fonte: Ministero dell'interno        |                          |                      |       |                                    |        |       |    |  |  |

#### Tortona
| Candidati                     | Candidati                  | II turno             | II turno         | I turno | I turno | Liste                                | Voti   | %     | Seggi |
| Candidati                     | Candidati                  | Voti                 | %                | Voti    | %       | Liste                                | Voti   | %     | Seggi |
| ----------------------------- | -------------------------- | -------------------- | ---------------- | ------- | ------- | ------------------------------------ | ------ | ----- | ----- |
|                               | Marco Balossino ✔️ Sindaco | 10 306               | 61,02            | 9 003   | 48,53   | Partito Democratico della Sinistra   | 3 220  | 18,56 | 5     |
| Lega Nord                     | Marco Balossino ✔️ Sindaco | 10 306               | 61,02            | 9 003   | 48,53   | 2 076                                | 11,96  | 3     |       |
| Popolari                      | Marco Balossino ✔️ Sindaco | 10 306               | 61,02            | 9 003   | 48,53   | 1 566                                | 9,02   | 2     |       |
| Patto dei Democratici         | Marco Balossino ✔️ Sindaco | 10 306               | 61,02            | 9 003   | 48,53   | 1 264                                | 7,28   | 2     |       |
| Partito Pensionati            | Marco Balossino ✔️ Sindaco | 10 306               | 61,02            | 9 003   | 48,53   | 312                                  | 1,80   | –     |       |
|                               | Luigi Valsorda             | 6 584                | 38,98            | 4 025   | 21,69   | Forza Italia                         | 3 650  | 21,04 | 3     |
| Unione di Centro              | Luigi Valsorda             | 6 584                | 38,98            | 4 025   | 21,69   | 279                                  | 1,61   | –     |       |
| Seggio di coalizione          | Seggio di coalizione       | Seggio di coalizione | 38,98            | 4 025   | 21,69   | 1                                    |        |       |       |
|                               | Fausto Balduzzi            | Fausto Balduzzi      | Fausto Balduzzi  | 3 656   | 19,71   | Alleanza Nazionale (A)               | 3 166  | 18,25 | 2     |
| Seggio di coalizione          | Seggio di coalizione       | Seggio di coalizione | Fausto Balduzzi  | 3 656   | 19,71   | 1                                    |        |       |       |
|                               | Stefano Barbieri           | Stefano Barbieri     | Stefano Barbieri | 1 148   | 6,19    | Partito della Rifondazione Comunista | 1 154  | 6,65  | –     |
| Seggio di coalizione          | Seggio di coalizione       | Seggio di coalizione | Stefano Barbieri | 1 148   | 6,19    | 1                                    |        |       |       |
|                               | Alessandro Spanu           | Alessandro Spanu     | Alessandro Spanu | 721     | 3,89    | Federazione dei Verdi                | 665    | 3,83  | –     |
| Totale                        | Totale                     | 16 890               | 100              | 18 553  | 100     |                                      | 17 352 | 100   | 20    |
|                               |                            |                      |                  |         |         |                                      |        |       |       |
| Fonte: Ministero dell'interno |                            |                      |                  |         |         |                                      |        |       |       |

### Biella

#### Biella
| Candidati                     | Candidati                 | II turno             | II turno           | I turno | I turno | Liste                                | Voti   | %     | Seggi |
| Candidati                     | Candidati                 | Voti                 | %                  | Voti    | %       | Liste                                | Voti   | %     | Seggi |
| ----------------------------- | ------------------------- | -------------------- | ------------------ | ------- | ------- | ------------------------------------ | ------ | ----- | ----- |
|                               | Gianluca Susta ✔️ Sindaco | 16 406               | 53,94              | 12 090  | 37,68   | Sinistra Democratica                 | 5 614  | 19,51 | 13    |
| Popolari                      | Gianluca Susta ✔️ Sindaco | 16 406               | 53,94              | 12 090  | 37,68   | 4 941                                | 17,17  | 11    |       |
|                               | Benito Rimini             | 14 009               | 46,06              | 12 839  | 40,02   | Forza Italia - CCD - UdC - PF        | 6 249  | 21,71 | 6     |
| Alleanza Nazionale            | Benito Rimini             | 14 009               | 46,06              | 12 839  | 40,02   | 5 072                                | 17,62  | 4     |       |
| Seggio di coalizione          | Seggio di coalizione      | Seggio di coalizione | 46,06              | 12 839  | 40,02   | 1                                    |        |       |       |
|                               | Paolo Tarello             | Paolo Tarello        | Paolo Tarello      | 2 922   | 9,11    | Lega Nord                            | 2 849  | 9,90  | 1     |
| Seggio di coalizione          | Seggio di coalizione      | Seggio di coalizione | Paolo Tarello      | 2 922   | 9,11    | 1                                    |        |       |       |
|                               | Mauro Grossi              | Mauro Grossi         | Mauro Grossi       | 2 284   | 7,12    | Partito della Rifondazione Comunista | 2 202  | 7,65  | 1     |
| Seggio di coalizione          | Seggio di coalizione      | Seggio di coalizione | Mauro Grossi       | 2 284   | 7,12    | 1                                    |        |       |       |
|                               | Raffaele Cimmino          | Raffaele Cimmino     | Raffaele Cimmino   | 1 083   | 3,38    | Lista Pella                          | 1 038  | 3,61  | –     |
| Seggio di coalizione          | Seggio di coalizione      | Seggio di coalizione | Raffaele Cimmino   | 1 083   | 3,38    | 1                                    |        |       |       |
|                               | Jolanda Casigliani        | Jolanda Casigliani   | Jolanda Casigliani | 865     | 2,70    | Lista Pannella - Riformatori (A)     | 815    | 2,83  | –     |
| Totale                        | Totale                    | 30 415               | 100                | 32 083  | 100     |                                      | 28 780 | 100   | 40    |
|                               |                           |                      |                    |         |         |                                      |        |       |       |
| Fonte: Ministero dell'interno |                           |                      |                    |         |         |                                      |        |       |       |

#### Cossato
| Candidati                     | Candidati                  | II turno             | II turno        | I turno | I turno | Liste            | Voti  | %     | Seggi |
| Candidati                     | Candidati                  | Voti                 | %               | Voti    | %       | Liste            | Voti  | %     | Seggi |
| ----------------------------- | -------------------------- | -------------------- | --------------- | ------- | ------- | ---------------- | ----- | ----- | ----- |
|                               | Sergio Scaramal ✔️ Sindaco | 6 024                | 58,47           | 5 069   | 47,07   | Futuro Insieme   | 3 086 | 35,40 | 10    |
| Federazione dei Verdi         | Sergio Scaramal ✔️ Sindaco | 6 024                | 58,47           | 5 069   | 47,07   | 815              | 9,35  | 2     |       |
|                               | Renzo Maggia               | 4 278                | 41,53           | 2 923   | 27,14   | Lega Nord        | 1 397 | 16,03 | 2     |
| Centro Democratico            | Renzo Maggia               | 4 278                | 41,53           | 2 923   | 27,14   | 873              | 10,01 | 1     |       |
| Seggio di coalizione          | Seggio di coalizione       | Seggio di coalizione | 41,53           | 2 923   | 27,14   | 1                |       |       |       |
|                               | Roberto Poletti            | Roberto Poletti      | Roberto Poletti | 2 082   | 19,33   | Polo per Cossato | 1 937 | 22,22 | 2     |
| Seggio di coalizione          | Seggio di coalizione       | Seggio di coalizione | Roberto Poletti | 2 082   | 19,33   | 1                |       |       |       |
|                               | Franco Botta               | Franco Botta         | Franco Botta    | 695     | 6,45    | Comitato Civico  | 609   | 6,99  | –     |
| Seggio di coalizione          | Seggio di coalizione       | Seggio di coalizione | Franco Botta    | 695     | 6,45    | 1                |       |       |       |
| Totale                        | Totale                     | 10 302               | 100             | 10 769  | 100     |                  | 8 717 | 100   | 20    |
|                               |                            |                      |                 |         |         |                  |       |       |       |
| Fonte: Ministero dell'interno |                            |                      |                 |         |         |                  |       |       |       |

### Cuneo

#### Cuneo
| Candidati                     | Candidati                | II turno             | II turno       | I turno | I turno | Liste                    | Voti   | %     | Seggi |
| Candidati                     | Candidati                | Voti                 | %              | Voti    | %       | Liste                    | Voti   | %     | Seggi |
| ----------------------------- | ------------------------ | -------------------- | -------------- | ------- | ------- | ------------------------ | ------ | ----- | ----- |
|                               | Elio Rostagno ✔️ Sindaco | 22 265               | 67,31          | 14 407  | 39,75   | Cuneo Viva               | 7 896  | 23,58 | 15    |
| Lega Nord                     | Elio Rostagno ✔️ Sindaco | 22 265               | 67,31          | 14 407  | 39,75   | 4 801                    | 14,34  | 9     |       |
|                               | Giovanni Cerutti         | 10 811               | 32,69          | 9 117   | 25,16   | PPI - Liberaldemocratici | 4 767  | 14,23 | 3     |
| Forza Italia - CCD - UdC - PF | Giovanni Cerutti         | 10 811               | 32,69          | 9 117   | 25,16   | 4 262                    | 12,73  | 3     |       |
| Seggio di coalizione          | Seggio di coalizione     | Seggio di coalizione | 32,69          | 9 117   | 25,16   | 1                        |        |       |       |
|                               | Guido Martino            | Guido Martino        | Guido Martino  | 6 295   | 17,37   | Grande Cuneo             | 5 719  | 17,08 | 4     |
| Seggio di coalizione          | Seggio di coalizione     | Seggio di coalizione | Guido Martino  | 6 295   | 17,37   | 1                        |        |       |       |
|                               | Ezio Falco               | Ezio Falco           | Ezio Falco     | 4 463   | 12,31   | Cuneo Solidale           | 4 070  | 12,15 | 2     |
| Seggio di coalizione          | Seggio di coalizione     | Seggio di coalizione | Ezio Falco     | 4 463   | 12,31   | 1                        |        |       |       |
|                               | Marco Zacchera           | Marco Zacchera       | Marco Zacchera | 1 959   | 5,41    | Alleanza Nazionale       | 1 976  | 5,90  | –     |
| Seggio di coalizione          | Seggio di coalizione     | Seggio di coalizione | Marco Zacchera | 1 959   | 5,41    | 1                        |        |       |       |
| Totale                        | Totale                   | 33 076               | 100            | 36 241  | 100     |                          | 33 491 | 100   | 40    |
|                               |                          |                      |                |         |         |                          |        |       |       |
| Fonte: Ministero dell'interno |                          |                      |                |         |         |                          |        |       |       |

#### Alba
|                               | Enzo Demaria ✔️ Sindaco | 10 223               | 51,15 | Partito Popolare Italiano              | 3 750  | 21,92 | 6  |  |  |
| Lega Nord                     | Enzo Demaria ✔️ Sindaco | 10 223               | 51,15 | 2 097                                  | 12,26  | 3     |    |  |  |
| Città per Tutti               | Enzo Demaria ✔️ Sindaco | 10 223               | 51,15 | 1 522                                  | 8,90   | 2     |    |  |  |
| Insieme Per                   | Enzo Demaria ✔️ Sindaco | 10 223               | 51,15 | 897                                    | 5,24   | 1     |    |  |  |
|                               | Giuseppe Rossetto       | 5 749                | 28,76 | Centro Cristiano Democratico           | 2 592  | 15,15 | 2  |  |  |
| Forza Italia                  | Giuseppe Rossetto       | 5 749                | 28,76 | 1 904                                  | 11,13  | 2     |    |  |  |
| Unione di Centro              | Giuseppe Rossetto       | 5 749                | 28,76 | 586                                    | 3,43   | –     |    |  |  |
| Seggio di coalizione          | Seggio di coalizione    | Seggio di coalizione | 28,76 | 1                                      |        |       |    |  |  |
|                               | Gian Carlo Bongioanni   | 3 348                | 16,75 | Alba Democratica (PDS - PdD - La Rete) | 3 112  | 18,19 | 2  |  |  |
| Seggio di coalizione          | Seggio di coalizione    | Seggio di coalizione | 16,75 | 1                                      |        |       |    |  |  |
|                               | Mario Bocchio           | 668                  | 3,34  | Alleanza Nazionale                     | 649    | 3,79  | –  |  |  |
| Totale                        | Totale                  | 19 988               | 100   |                                        | 17 109 | 100   | 20 |  |  |
|                               |                         |                      |       |                                        |        |       |    |  |  |
| Fonte: Ministero dell'interno |                         |                      |       |                                        |        |       |    |  |  |

#### Bra
| Candidati                     | Candidati                  | II turno             | II turno           | I turno | I turno | Liste                                | Voti   | %     | Seggi |
| Candidati                     | Candidati                  | Voti                 | %                  | Voti    | %       | Liste                                | Voti   | %     | Seggi |
| ----------------------------- | -------------------------- | -------------------- | ------------------ | ------- | ------- | ------------------------------------ | ------ | ----- | ----- |
|                               | Francesco Guida ✔️ Sindaco | 8 599                | 52,87              | 6 446   | 36,49   | Forza Italia                         | 2 632  | 16,52 | 6     |
| Progetto Bra                  | Francesco Guida ✔️ Sindaco | 8 599                | 52,87              | 6 446   | 36,49   | 1 872                                | 11,75  | 4     |       |
| Uniti per Bra                 | Francesco Guida ✔️ Sindaco | 8 599                | 52,87              | 6 446   | 36,49   | 1 129                                | 7,08   | 2     |       |
|                               | Giuseppe Saffirio          | 7 665                | 47,13              | 4 386   | 24,83   | Lega Nord                            | 1 710  | 10,73 | 1     |
| Partito Popolare Italiano     | Giuseppe Saffirio          | 7 665                | 47,13              | 4 386   | 24,83   | 1 693                                | 10,62  | 1     |       |
| Alleanza Bra                  | Giuseppe Saffirio          | 7 665                | 47,13              | 4 386   | 24,83   | 953                                  | 5,98   | 1     |       |
| Seggio di coalizione          | Seggio di coalizione       | Seggio di coalizione | 47,13              | 4 386   | 24,83   | 1                                    |        |       |       |
|                               | Gian Mario Giolito         | Gian Mario Giolito   | Gian Mario Giolito | 3 780   | 21,40   | Progressisti                         | 3 461  | 21,72 | 2     |
| Seggio di coalizione          | Seggio di coalizione       | Seggio di coalizione | Gian Mario Giolito | 3 780   | 21,40   | 1                                    |        |       |       |
|                               | Bruno Campi                | Bruno Campi          | Bruno Campi        | 2 309   | 13,07   | Alleanza Nazionale                   | 952    | 5,97  | –     |
| Unione di Centro              | Bruno Campi                | Bruno Campi          | Bruno Campi        | 2 309   | 13,07   | 829                                  | 5,20   | –     |       |
| Seggio di coalizione          | Seggio di coalizione       | Seggio di coalizione | Bruno Campi        | 2 309   | 13,07   | 1                                    |        |       |       |
|                               | Giuseppe Abello            | Giuseppe Abello      | Giuseppe Abello    | 746     | 4,22    | Partito della Rifondazione Comunista | 706    | 4,43  | –     |
| Totale                        | Totale                     | 16 264               | 100                | 17 667  | 100     |                                      | 15 937 | 100   | 20    |
|                               |                            |                      |                    |         |         |                                      |        |       |       |
| Fonte: Ministero dell'interno |                            |                      |                    |         |         |                                      |        |       |       |

#### Fossano
| Candidati                     | Candidati                    | II turno             | II turno           | I turno | I turno | Liste                      | Voti   | %     | Seggi |
| Candidati                     | Candidati                    | Voti                 | %                  | Voti    | %       | Liste                      | Voti   | %     | Seggi |
| ----------------------------- | ---------------------------- | -------------------- | ------------------ | ------- | ------- | -------------------------- | ------ | ----- | ----- |
|                               | Giuseppe Manfredi ✔️ Sindaco | 9 152                | 60,37              | 6 670   | 42,31   | Città per l'Uomo           | 3 139  | 23,29 | 7     |
| Insieme per Fossano           | Giuseppe Manfredi ✔️ Sindaco | 9 152                | 60,37              | 6 670   | 42,31   | 1 758                      | 13,04  | 4     |       |
| Alleanza Verde                | Giuseppe Manfredi ✔️ Sindaco | 9 152                | 60,37              | 6 670   | 42,31   | 223                        | 1,65   | –     |       |
|                               | Giovanni Battista            | 6 007                | 39,63              | 5 643   | 35,80   | Forza Italia - Federalisti | 2 100  | 15,58 | 2     |
| CCD - PPI                     | Giovanni Battista            | 6 007                | 39,63              | 5 643   | 35,80   | 1 268                      | 9,41   | 1     |       |
| Unione di Centro              | Giovanni Battista            | 6 007                | 39,63              | 5 643   | 35,80   | 894                        | 6,63   | 1     |       |
| Alleanza Nazionale            | Giovanni Battista            | 6 007                | 39,63              | 5 643   | 35,80   | 807                        | 5,99   | 1     |       |
| Seggio di coalizione          | Seggio di coalizione         | Seggio di coalizione | 39,63              | 5 643   | 35,80   | 1                          |        |       |       |
|                               | Giovanni Ramonda             | Giovanni Ramonda     | Giovanni Ramonda   | 1 247   | 7,91    | Vivere la Città            | 1 127  | 8,36  | –     |
| Seggio di coalizione          | Seggio di coalizione         | Seggio di coalizione | Giovanni Ramonda   | 1 247   | 7,91    | 1                          |        |       |       |
|                               | Bernardino Tortone           | Bernardino Tortone   | Bernardino Tortone | 1 160   | 7,36    | Lega Nord                  | 1 109  | 8,23  | –     |
| Seggio di coalizione          | Seggio di coalizione         | Seggio di coalizione | Bernardino Tortone | 1 160   | 7,36    | 1                          |        |       |       |
|                               | Giorgio Sanmorì              | Giorgio Sanmorì      | Giorgio Sanmorì    | 663     | 4,21    | Popolari (A)               | 649    | 4,82  | –     |
| Seggio di coalizione          | Seggio di coalizione         | Seggio di coalizione | Giorgio Sanmorì    | 663     | 4,21    | 1                          |        |       |       |
|                               | Maria Andrea Colli           | Maria Andrea Colli   | Maria Andrea Colli | 380     | 2,41    | Indipendenti (B)           | 403    | 2,99  | –     |
| Totale                        | Totale                       | 15 159               | 100                | 15 763  | 100     |                            | 13 477 | 100   | 20    |
|                               |                              |                      |                    |         |         |                            |        |       |       |
| Fonte: Ministero dell'interno |                              |                      |                    |         |         |                            |        |       |       |

#### Saluzzo
| Candidati                     | Candidati                 | II turno             | II turno         | I turno | I turno | Liste                                                        | Voti  | %     | Seggi |
| Candidati                     | Candidati                 | Voti                 | %                | Voti    | %       | Liste                                                        | Voti  | %     | Seggi |
| ----------------------------- | ------------------------- | -------------------- | ---------------- | ------- | ------- | ------------------------------------------------------------ | ----- | ----- | ----- |
|                               | Giovanni Greco ✔️ Sindaco | 5 171                | 56,31            | 4 229   | 42,20   | Polo Popolare (Forza Italia - CCD - UdC - Federalisti - PPI) | 3 872 | 44,10 | 12    |
|                               | Anna Olivero              | 4 012                | 43,69            | 3 378   | 33,71   | Solidarietà                                                  | 1 722 | 19,61 | 3     |
| Insieme per Saluzzo           | Anna Olivero              | 4 012                | 43,69            | 3 378   | 33,71   | 1 056                                                        | 12,03 | 1     |       |
| Seggio di coalizione          | Seggio di coalizione      | Seggio di coalizione | 43,69            | 3 378   | 33,71   | 1                                                            |       |       |       |
|                               | Giovanni Barolo           | Giovanni Barolo      | Giovanni Barolo  | 1 662   | 16,59   | Lega Nord                                                    | 1 052 | 11,98 | 1     |
| Saluzzo al Centro             | Giovanni Barolo           | Giovanni Barolo      | Giovanni Barolo  | 1 662   | 16,59   | 375                                                          | 4,27  | –     |       |
| Seggio di coalizione          | Seggio di coalizione      | Seggio di coalizione | Giovanni Barolo  | 1 662   | 16,59   | 1                                                            |       |       |       |
|                               | Patrizia Tosello          | Patrizia Tosello     | Patrizia Tosello | 752     | 7,50    | Alleanza Nazionale                                           | 704   | 8,02  | –     |
| Seggio di coalizione          | Seggio di coalizione      | Seggio di coalizione | Patrizia Tosello | 752     | 7,50    | 1                                                            |       |       |       |
| Totale                        | Totale                    | 9 183                | 100              | 10 021  | 100     |                                                              | 8 781 | 100   | 20    |
|                               |                           |                      |                  |         |         |                                                              |       |       |       |
| Fonte: Ministero dell'interno |                           |                      |                  |         |         |                                                              |       |       |       |

#### Savigliano
| Candidati                     | Candidati               | II turno             | II turno           | I turno | I turno | Liste                                       | Voti   | %     | Seggi |
| Candidati                     | Candidati               | Voti                 | %                  | Voti    | %       | Liste                                       | Voti   | %     | Seggi |
| ----------------------------- | ----------------------- | -------------------- | ------------------ | ------- | ------- | ------------------------------------------- | ------ | ----- | ----- |
|                               | Sergio Soave ✔️ Sindaco | 8 265                | 69,30              | 6 560   | 49,12   | Democratici per Savigliano (Popolari - PdD) | 2 321  | 19,93 | 5     |
| Nuovacittà                    | Sergio Soave ✔️ Sindaco | 8 265                | 69,30              | 6 560   | 49,12   | 1 960                                       | 16,83  | 5     |       |
| Insieme per...                | Sergio Soave ✔️ Sindaco | 8 265                | 69,30              | 6 560   | 49,12   | 801                                         | 6,88   | 2     |       |
|                               | Piergiorgio Pagano      | 3 661                | 30,70              | 1 803   | 13,50   | Popolari per Savigliano                     | 1 916  | 16,45 | 1     |
| Seggio di coalizione          | Seggio di coalizione    | Seggio di coalizione | 30,70              | 1 803   | 13,50   | 1                                           |        |       |       |
|                               | Gianfranco Ferrero      | Gianfranco Ferrero   | Gianfranco Ferrero | 1 797   | 13,46   | Forza Italia - CCD - UdC                    | 1 825  | 15,67 | 1     |
| Seggio di coalizione          | Seggio di coalizione    | Seggio di coalizione | Gianfranco Ferrero | 1 797   | 13,46   | 1                                           |        |       |       |
|                               | Alfredo Dominici        | Alfredo Dominici     | Alfredo Dominici   | 1 784   | 13,36   | Savigliano 2000                             | 1 496  | 12,85 | 1     |
| Seggio di coalizione          | Seggio di coalizione    | Seggio di coalizione | Alfredo Dominici   | 1 784   | 13,36   | 1                                           |        |       |       |
|                               | Guido Ghione            | Guido Ghione         | Guido Ghione       | 1 410   | 10,56   | Lega Nord                                   | 1 325  | 11,38 | 1     |
| Seggio di coalizione          | Seggio di coalizione    | Seggio di coalizione | Guido Ghione       | 1 410   | 10,56   | 1                                           |        |       |       |
| Totale                        | Totale                  | 11 926               | 100                | 13 354  | 100     |                                             | 11 644 | 100   | 20    |
|                               |                         |                      |                    |         |         |                                             |        |       |       |
| Fonte: Ministero dell'interno |                         |                      |                    |         |         |                                             |        |       |       |

### Verbano-Cusio-Ossola

#### Verbania
| Candidati                     | Candidati                 | II turno             | II turno           | I turno | I turno | Liste                                | Voti   | %     | Seggi |
| Candidati                     | Candidati                 | Voti                 | %                  | Voti    | %       | Liste                                | Voti   | %     | Seggi |
| ----------------------------- | ------------------------- | -------------------- | ------------------ | ------- | ------- | ------------------------------------ | ------ | ----- | ----- |
|                               | Aldo Reschigna ✔️ Sindaco | 11 485               | 61,05              | 8 583   | 41,90   | Partito Democratico della Sinistra   | 5 238  | 28,29 | 18    |
| Popolari e Democratici        | Aldo Reschigna ✔️ Sindaco | 11 485               | 61,05              | 8 583   | 41,90   | 1 821                                | 9,83   | 6     |       |
|                               | Luigi Marconi             | 7 328                | 38,95              | 7 464   | 36,43   | Forza Italia                         | 3 838  | 20,73 | 6     |
| Alleanza Nazionale            | Luigi Marconi             | 7 328                | 38,95              | 7 464   | 36,43   | 2 786                                | 15,04  | 4     |       |
| CCD - PPI - Federalisti       | Luigi Marconi             | 7 328                | 38,95              | 7 464   | 36,43   | 338                                  | 1,83   | –     |       |
| Seggio di coalizione          | Seggio di coalizione      | Seggio di coalizione | 38,95              | 7 464   | 36,43   | 1                                    |        |       |       |
|                               | Giovanna Albertini        | Giovanna Albertini   | Giovanna Albertini | 1 102   | 5,38    | Partito della Rifondazione Comunista | 1 175  | 6,35  | 1     |
| Seggio di coalizione          | Seggio di coalizione      | Seggio di coalizione | Giovanna Albertini | 1 102   | 5,38    | 1                                    |        |       |       |
|                               | Massimo Turconi           | Massimo Turconi      | Massimo Turconi    | 908     | 4,43    | Lega Nord                            | 896    | 4,84  | –     |
| Seggio di coalizione          | Seggio di coalizione      | Seggio di coalizione | Massimo Turconi    | 908     | 4,43    | 1                                    |        |       |       |
|                               | Paolo Caruso              | Paolo Caruso         | Paolo Caruso       | 662     | 3,23    | Federazione dei Verdi                | 694    | 3,75  | –     |
| Seggio di coalizione          | Seggio di coalizione      | Seggio di coalizione | Paolo Caruso       | 662     | 3,23    | 1                                    |        |       |       |
|                               | Doriano Camossi           | Doriano Camossi      | Doriano Camossi    | 574     | 2,80    | Socialisti Italiani                  | 604    | 3,26  | –     |
| Seggio di coalizione          | Seggio di coalizione      | Seggio di coalizione | Doriano Camossi    | 574     | 2,80    | 1                                    |        |       |       |
|                               | Giorgio Tigano            | Giorgio Tigano       | Giorgio Tigano     | 506     | 2,47    | Movimento Sociale Fiamma Tricolore   | 467    | 2,52  | –     |
|                               | Michele Rago              | Michele Rago         | Michele Rago       | 394     | 1,92    | Impegno Sociale Pensioni             | 392    | 2,12  | –     |
|                               | Antonio Montani           | Antonio Montani      | Antonio Montani    | 294     | 1,44    | Lista Pannella - Riformatori         | 269    | 1,45  | –     |
| Totale                        | Totale                    | 18 812               | 100                | 20 486  | 100     |                                      | 18 518 | 100   | 40    |
|                               |                           |                      |                    |         |         |                                      |        |       |       |
| Fonte: Ministero dell'interno |                           |                      |                    |         |         |                                      |        |       |       |

### Vercelli

#### Vercelli
| Candidati                     | Candidati                    | II turno                  | II turno                  | I turno | I turno | Liste                                | Voti   | %     | Seggi |
| Candidati                     | Candidati                    | Voti                      | %                         | Voti    | %       | Liste                                | Voti   | %     | Seggi |
| ----------------------------- | ---------------------------- | ------------------------- | ------------------------- | ------- | ------- | ------------------------------------ | ------ | ----- | ----- |
|                               | Gabriele Bagnasco ✔️ Sindaco | 17 775                    | 56,71                     | 9 112   | 27,43   | Partito Democratico della Sinistra   | 5 881  | 19,10 | 15    |
| Federazione dei Verdi         | Gabriele Bagnasco ✔️ Sindaco | 17 775                    | 56,71                     | 9 112   | 27,43   | 1 695                                | 5,51   | 4     |       |
|                               | Francesco Radaelli           | 13 568                    | 43,29                     | 14 147  | 42,59   | Forza Italia - Polo Popolare         | 9 110  | 29,59 | 8     |
| Alleanza Nazionale            | Francesco Radaelli           | 13 568                    | 43,29                     | 14 147  | 42,59   | 3 109                                | 10,10  | 2     |       |
| Centro Cristiano Democratico  | Francesco Radaelli           | 13 568                    | 43,29                     | 14 147  | 42,59   | 1 060                                | 3,44   | –     |       |
| Forza Vercelli                | Francesco Radaelli           | 13 568                    | 43,29                     | 14 147  | 42,59   | 549                                  | 1,78   | –     |       |
| Seggio di coalizione          | Seggio di coalizione         | Seggio di coalizione      | 43,29                     | 14 147  | 42,59   | 1                                    |        |       |       |
|                               | Dario Roasio                 | Dario Roasio              | Dario Roasio              | 2 815   | 8,47    | Partito della Rifondazione Comunista | 2 715  | 8,82  | 1     |
| Seggio di coalizione          | Seggio di coalizione         | Seggio di coalizione      | Dario Roasio              | 2 815   | 8,47    | 1                                    |        |       |       |
|                               | Mietta Baracchi Bavagnoli    | Mietta Baracchi Bavagnoli | Mietta Baracchi Bavagnoli | 2 810   | 8,46    | Civitas                              | 2 562  | 8,32  | 1     |
| Seggio di coalizione          | Seggio di coalizione         | Seggio di coalizione      | Mietta Baracchi Bavagnoli | 2 810   | 8,46    | 1                                    |        |       |       |
|                               | Francesco Borasio            | Francesco Borasio         | Francesco Borasio         | 2 332   | 7,02    | Lega Nord                            | 2 193  | 7,12  | –     |
| Seggio di coalizione          | Seggio di coalizione         | Seggio di coalizione      | Francesco Borasio         | 2 332   | 7,02    | 1                                    |        |       |       |
|                               | Alessandro Bizjak            | Alessandro Bizjak         | Alessandro Bizjak         | 2 000   | 6,02    | Popolari - Patto dei Democratici (A) | 1 916  | 6,22  | 4     |
| Seggio di coalizione          | Seggio di coalizione         | Seggio di coalizione      | Alessandro Bizjak         | 2 000   | 6,02    | 1                                    |        |       |       |
| Totale                        | Totale                       | 31 343                    | 100                       | 33 216  | 100     |                                      | 30 790 | 100   | 40    |
|                               |                              |                           |                           |         |         |                                      |        |       |       |
| Fonte: Ministero dell'interno |                              |                           |                           |         |         |                                      |        |       |       |

## Elezioni del novembre 1995

### Torino

#### Venaria Reale
| Candidati                     | Candidati                   | II turno             | II turno            | I turno | I turno | Liste                                | Voti   | %     | Seggi |
| Candidati                     | Candidati                   | Voti                 | %                   | Voti    | %       | Liste                                | Voti   | %     | Seggi |
| ----------------------------- | --------------------------- | -------------------- | ------------------- | ------- | ------- | ------------------------------------ | ------ | ----- | ----- |
|                               | Giuseppe Catania ✔️ Sindaco | 11 581               | 65,98               | 6 131   | 29,17   | Partito della Rifondazione Comunista | 2 814  | 14,61 | 11    |
| Uniti per Cambiare            | Giuseppe Catania ✔️ Sindaco | 11 581               | 65,98               | 6 131   | 29,17   | 1 522                                | 7,90   | 5     |       |
| Alleanza Verde                | Giuseppe Catania ✔️ Sindaco | 11 581               | 65,98               | 6 131   | 29,17   | 767                                  | 3,98   | 2     |       |
|                               | Lino Alessi                 | 5 970                | 34,02               | 6 564   | 31,23   | Forza Italia                         | 1 467  | 7,62  | 2     |
| Polo Laico                    | Lino Alessi                 | 5 970                | 34,02               | 6 564   | 31,23   | 1 427                                | 7,41   | 1     |       |
| Alleanza Nazionale            | Lino Alessi                 | 5 970                | 34,02               | 6 564   | 31,23   | 1 216                                | 6,31   | 1     |       |
| Insieme per Venaria           | Lino Alessi                 | 5 970                | 34,02               | 6 564   | 31,23   | 986                                  | 5,12   | 1     |       |
| Centro Cristiano Democratico  | Lino Alessi                 | 5 970                | 34,02               | 6 564   | 31,23   | 721                                  | 3,74   | 1     |       |
| Cristiani Democratici Uniti   | Lino Alessi                 | 5 970                | 34,02               | 6 564   | 31,23   | 566                                  | 2,94   | –     |       |
| Seggio di coalizione          | Seggio di coalizione        | Seggio di coalizione | 34,02               | 6 564   | 31,23   | 1                                    |        |       |       |
|                               | Giancarlo Perosino          | Giancarlo Perosino   | Giancarlo Perosino  | 5 890   | 28,02   | Partito Democratico della Sinistra   | 2 740  | 14,23 | 2     |
| Partito Popolare Italiano     | Giancarlo Perosino          | Giancarlo Perosino   | Giancarlo Perosino  | 5 890   | 28,02   | 970                                  | 5,04   | 1     |       |
| Vivere Venaria                | Giancarlo Perosino          | Giancarlo Perosino   | Giancarlo Perosino  | 5 890   | 28,02   | 915                                  | 4,75   | 1     |       |
| Federazione dei Verdi         | Giancarlo Perosino          | Giancarlo Perosino   | Giancarlo Perosino  | 5 890   | 28,02   | 576                                  | 2,99   | –     |       |
| Patto dei Democratici         | Giancarlo Perosino          | Giancarlo Perosino   | Giancarlo Perosino  | 5 890   | 28,02   | 190                                  | 0,99   | –     |       |
| Seggio di coalizione          | Seggio di coalizione        | Seggio di coalizione | Giancarlo Perosino  | 5 890   | 28,02   | 1                                    |        |       |       |
|                               | Giuseppe Giordano           | Giuseppe Giordano    | Giuseppe Giordano   | 852     | 4,05    | Lega Nord                            | 825    | 4,28  | –     |
|                               | Calogero Lo Giudice         | Calogero Lo Giudice  | Calogero Lo Giudice | 674     | 3,21    | Nuove Energie                        | 699    | 3,63  | –     |
|                               | Flavio Dell'Amico           | Flavio Dell'Amico    | Flavio Dell'Amico   | 605     | 2,88    | Federazione Laburista                | 598    | 3,10  | –     |
|                               | Calogero Accardo            | Calogero Accardo     | Calogero Accardo    | 218     | 1,04    | Movimento Sociale Fiamma Tricolore   | 199    | 1,03  | –     |
|                               | Alessandro Lupi             | Alessandro Lupi      | Alessandro Lupi     | 84      | 0,40    | Verdi Liberaldemocratici             | 62     | 0,32  | –     |
| Totale                        | Totale                      | 17 551               | 100                 | 21 018  | 100     |                                      | 19 260 | 100   | 30    |
|                               |                             |                      |                     |         |         |                                      |        |       |       |
| Fonte: Ministero dell'interno |                             |                      |                     |         |         |                                      |        |       |       |

## Piccoli Comuni

### Incisa Scapaccino
|                               | Mario Porta ✔️ Sindaco | 1 053 | 78,12 | Lista Civica (Centro-Sinistra) | 1 053 | 78,12 | 8  |  |  |
|                               | Mario Cadario          | 295   | 21,88 | Lista Civica (Centro)          | 295   | 21,88 | 4  |  |  |
| Totale                        | Totale                 | 1 348 | 100   |                                | 1 348 | 100   | 12 |  |  |
|                               |                        |       |       |                                |       |       |    |  |  |
| Fonte: Ministero dell'interno |                        |       |       |                                |       |       |    |  |  |